# Municipio Santa Rosalía (Portuguesa)
Santa Rosalía es uno de los 14 municipios que forman parte del Estado Portuguesa, en el país sudamericano de Venezuela.

## Historia
Este municipio fue creado en 1864, en el contexto de la Constitución Federal promulgada ese año durante la presidencia de Juan Crisóstomo Falcón, cuando se reorganizó el país en veinte estados federales bajo la denominación de Estados Unidos de Venezuela.
Se designó como capital del municipio a la población de El Playón, fundada en el año 1800. El nombre de esta comunidad tiene un origen geográfico particular: se atribuye a un antiguo cauce fluvial, conocido como el río Acarigua Viejo, que en tiempos de lluvia solía desbordarse, cubriendo amplias zonas de depósitos arenosos de color blanquecino. Estas formaciones, que recordaban paisajes costeros, inspiraron a los primeros pobladores a llamar al lugar El Playón.
En sus inicios, El Playón era una aldea modesta, compuesta por apenas 15 casas de bahareque, construidas con materiales rudimentarios. Las primeras familias que se establecieron en la zona llevaban los apellidos Gómez, Caldera, Calderón, Rodríguez, Pino, Albujas, Pérez y Torrealba.
Primeras comunidades municipales destacan: El Playón, San Pablo, Felicidad, Cogote, Matapalo, La Rogeña, La Burra, San Esteban, Santa Ana y San Lorenzo.

## Geografía
Se localiza al este del estado, en la región de los llanos, presenta una temperatura promedio de 28 °C. El río Portuguesa es el principal curso de agua del municipio. Sus límites son los siguientes al norte: Municipio Turen; Sur: Municipio Papelón. Este:estado Cojedes y al oeste: Municipio Esteller. Tiene una superficie de 1.029 km² y una población de 15.140 habitantes (censo 2001). Su capital es El Playón. Está conformado por las parroquias Florida y El Playón. La principal festividad del municipio es la festividades Santa Rosalía la cual se celebran el 4 de septiembre.

### Parroquias
1. Parroquia Florida
2. Parroquia El Playón

### Clima
Su Clima: identificado como bioclima: Bosque seco Tropical (Bs-T), caracterizado por las siguientes características:
- (a) Temperatura media anual: 27'C.
- (b) Precipitación media anual: 1450 mm.
- (c) Evaporación media anual: Promedio 1980 mm.
- (d) Evapotranspiración: Promedio 1500 mm.;
- (e) Meses secos: 5 meses diciembre a abril.
- (f) Meses húmedos: 7 meses mayo a noviembre.

### Orografía
El área del municipio forma parte de los llanos, caracterizado por un relieve plano con pendientes inferiores a 4%, Otras irregularidades del relieve, vienen dadas por antiguos cauces del río (madres viejas), los que presentan desniveles de 1 m. y otros cauces están al nivel del terreno.

### Hidrografía
Los principales cursos de agua lo conforman los siguientes: Rojo Portuguesa, Caño Guamal, Caño Amarillo, corresponde al antiguo cauce del río Acarigua que es alimentado por el cauce antes mencionado durante la época de verano; Caño Turen y Caño El Toro.

### Geología y Geomorfología
Municipio caracterizado por tener una litología, de aluviones recientes, de permeabilidad variable, generalmente alta, de estructura no consolidada y de edad cuaternario reciente. En el área del municipio se observan medios reposiciónales de planicie de explayamiento; se asocia a extensas capas limosas con pequeños bancos poco marcados y numerosos meandros. Predominan los medios estabilizados por factores naturales.

### Suelos
La mayoría del municipio posee suelos profundos de textura pesada (arcillosa), fertilidad media a alta y con inundación estacional, se encuentra los Tropaqueppts, arcillosos ocasionalmente inundadles, Ustropepets, Tropaqualfs, HaplustalfÍs y Haplustolls.

### Vegetación
La casi totalidad del área del municipio, ha sido sustituida por espacios dedicados a la agricultura mecanizada; hacia el sector del caño Guarnal a lo largo del mismo, se encuentra una vegetación de bosque de galería tropical, semicaduco, de altura media y ralo. Al sur del caserío Cogote, se encuentra una pequeña zona de bosque alto; hay predominio de malezas tales como: La Paja Peluda, Pira y Granadilla.

### Fauna
A pesar de que el área del municipio, esta intervenida para el desarrollo agrícola, en algunos sitios, la fauna puede encontrarse distribuida de la siguiente manera:
- (a) Mamíferos: Rabipelado (Didelphis marsupialis)[4] Comadreja lanuda (Caluromys philander),[5] Marmosa comúm (Marmosa robinsoni,[6] Conejo babanero (Silvilagus floridanus), Picures o acures de monte (Cavia aperea).
- (b) Aves: Ponchas o soisolas (Crupturellus erythropus), Patos silvadores (Dendrocygna spp), Patos zambullidores (aythya affinis), Paují culoblanco (Crax alector y Loro común (Amazona spp).
- (c) Reptiles: Galápago llanero (Podocnemis vogli), Terecay (Podocnemis unifilis) e Iguana (Iguana iguana).
- (d) Crustáceos: Camarón duende (Dendrocephalus geayi), Cangrejo (Dilocarcinus dentatus), Camarones (Macrobrachium amazonicum, Macrobrachium jelskii, Macrobrachium reyesi, Palaemonetes mercedae).[7]
- (e) Moluscos: Almejas de río (Anodontites gunarensis y Mycetopoda pittieri), caracoles acuáticos (Aplexa rivalis y Thiara granifera) Pomaceas, corobas y guaruras (Pomacea aurostoma, Pomacea crassa, Pomacea dolioides, Pomacea falconensis, Pomacea glauca, Pomacea interrupta, Pomacea urceus).[8]

## Política y gobierno

### Alcaldes
| Período                            | Alcalde                   | Partido político / Alianza | % de votos | Notas |
| ---------------------------------- | ------------------------- | -------------------------- | ---------- | --- |
| 1989 - 1992                        | José Ladislao Hernández   | AD                         | 47,16      | Primer alcalde bajo elecciones directas                                                                                |
| 1992 - 1995                        | Marcos Sengudo Barrientos | AD                         | 37,05      | Segundo alcalde bajo elecciones directas                                                                               |
| 1995 - 2000                        | Marcos Sengudo Barrientos | AD                         | -          | Reelecto (se realizaron elecciones generales adelantadas en el 2000 debido a la aprobación de la Constitución de 1999) |
| 2000 - 2004                        | Marcos Segundo Barrientos | AD                         | 44,55      | Reelecto |
| 2004 - 2008                        | Otoniel Meléndez          | MVR                        | 44,37      | Tercer alcalde bajo elecciones directas                                                                                |
| 2008 - 2013                        | Otoniel Meléndez          | PSUV                       | 60,31      | Reelecto (se postergan 1 año las elecciones municipales pautadas para finales del 2012)                                |
| 2013 - 2017                        | Otoniel Meléndez          | PSUV                       | 63,31      | Reelecto |
| 2017 - 2021                        | Otoniel Meléndez          | PSUV                       | 62,05      | Reelecto |
| 2021 - 2025                        | Yaneth López              | PSUV                       | 40,43      | Cuarto alcalde bajo elecciones directas                                                                                |
| Fuente: Consejo Nacional Electoral |                           |                            |            | |

### Concejo Municipal
Período 2021 - 2025
| Concejales         | Partido político / Alianza |
| ------------------ | -------------------------- |
| Edimar García      | UP                         |
| Dednin Giménez     | UP                         |
| Gregorio Matute    | UP                         |
| Marcy Tobozo       | UP                         |
| Gerialmis González | PSUV                       |
| Freddys Díaz       | PSUV                       |
| Maria Reyes        | PSUV                       |